# Chia lửa (quân sự)
Chia lửa là một hình thức chi viện trong chiến tranh, đề cập một lực lượng quân sự thay vì chi viện trực tiếp đến chiến trường chính nơi quân nhà đang đánh quân thù, sẽ tổ chức tấn công ở địa bàn hiểm yếu hoặc quan trọng khác, khiến quân thù địch phải rút bớt quân về ứng cứu, nhờ đó giảm sức ép cho quân nhà tại chiến trường chính mà trận đánh đang diễn ra.

## Cấp độ chiến thuật
Trên cấp độ chiến thuật, việc tấn công chia lửa cũng có vai trò làm gián đoạn khả năng phối hợp của quân thù khi các căn cứ địch không thể tập trung tác chiến phối hợp hay hỗ trợ cho quân của họ, mà phải tập trung vào việc chống trả lại cuộc tấn công tại những cơ sở quan trọng mà họ không thể không bảo vệ.
Trong chiến tranh Đông Dương, khi quân Việt Minh đang bao vây tập đoàn cứ điểm Điện Biên Phủ, lực lượng du kích của Việt Minh tổ chức tấn công các căn cứ quân sự khác của Pháp nhằm khiến cho hệ thống quân sự của Pháp không thể thuận lợi tập trung đến ứng cứu cho Điện Biên Phủ.

## Cấp độ chiến lược
Trên cấp độ chiến lược, trường hợp hai quân đội đang đánh nhau, một quân đội thứ ba của nước đồng minh một trong hai nước đang đánh nhau, sẽ hỗ trợ nước đồng minh của mình bằng việc tấn công vào lãnh thổ quân đối phương của họ. Tình huống này thường liên quan vị trí địa lý tách biệt giữa hai nước đồng minh.
Năm 1979, vào thời điểm Trung Quốc tấn công vào Việt Nam, họ vẫn phải duy trì 1,5 triệu quân dọc biên giới với Liên Xô. Liên Xô hiện diện 40 sư đoàn và gia tăng quân sự ở Viễn Đông gây áp lực lớn cho Trung Quốc lâm vào nguy cơ chiến tranh hai mặt trận.